# Hyecho
Hyecho (혜초 en coréen, 慧超 en chinois, Prajñāvikram en sanscrit), né en 704 et mort en 787, était un moine bouddhiste du royaume de Silla, en Corée. Il fut un des nombreux religieux qui entreprirent le pèlerinage en Inde, mais contrairement à plusieurs autres pèlerins célèbres, il fit ce voyage très jeune (à l'âge de vingt ans). Il en a laissé une description très intéressante, intitulée Wang ocheonchukguk jeon (« Mémoire du pèlerinage dans les cinq États indiens »).

## Biographie
On sait très peu de chose sur Hyecho. Il est probablement né entre 700 et 704, dans le royaume de Silla,. Il est ordonné moine et s'en va en Chine vers 721 où il reste pendant trois ans. À Canton, il cherche à connaître l´enseignement bouddhiste. C´est là qu´il rencontra les moines indiens Shubhakarasimha puis Vajrabodhi qui l´initia au bouddhisme tantrique. Cette rencontre réveilla  sa soif de savoir et sa curiosité pour le véritable enseignement du Bouddha historique. 

### L'Inde
En 723 ou 724, âgé de vingt ans, il s'embarque donc vers l'Inde à travers les mers du sud, même si à cette époque, le bouddhisme y a déjà entamé son déclin. On suppose que son bateau suivit la côte de l´Asie du sud-est et qu´il arriva en Inde du côté de Calcutta dans le pays de Magadha. Il remonte ensuite vers l'ouest, et son pèlerinage l'amène à visiter les haut lieux du bouddhisme comme Kusinagar, Lumbini, Bodhgaya, Varanasi et Sarnath, ainsi que dans plusieurs villes importantes de l'Inde du nord. Il remonte ensuite vers le nord-ouest, s'arrêtant dans plusieurs villes  importantes de l'Inde du nord, et poursuit en direction du Cachemire et du Gandhara, puis de l'Asie centrale.

### Retour en Chine
Après les quatre années (723-727/8) de son voyage, il revient en Chine en empruntant les chemins des routes de la soie à travers l'Asie centrale, passant par le Karachahr et franchissant les monts du Pamir. Il arrive à la capitale, Chang'an, en décembre 727. Au total, il a parcouru 9 000 km en mer et 11 000 km sur terre. Son passage au nord-ouest de l´Inde et en Asie centrale a lieu au moment où l´islam commence à prendre pied dans ces régions.
Il passe le reste de sa vie en Chine, et il aurait collaboré avec Vajrabodhi, traduisant des textes bouddhiques ésotéristes. Finalement, il entreprend un dernier pèlerinage sur le site des Wutaishan. C'est là qu'il semble avoir passé les dernières années ou les derniers mois de sa vie.
Après son retour, Hyecho a mis son récit par écrit : le Wang ocheonchukguk jeon (« Mémoire du pèlerinage dans les cinq États indiens »), redécouvert à Dunhuang par Paul Pelliot en 1908. Par la suite, il s´est occupé essentiellement de traduire les écritures bouddhistes du sanscrit en chinois. En 774, lors d´une grande sécheresse, Daizong, l´empereur des Tang lui demande de présider à un rituel pour faire venir la pluie. 
En 780, il entra au monastère du mont Wutai pour continuer son travail de traduction. Il est mort dans ce monastère en 787. On ne sait pas s'il est retourné en Corée après son voyage.

#### Le texte de Hyecho
- (en + ko) Han-sung YANG et al. (Translation, text and editing by Yang, Han-sung et al.), The Hye Cho's Diary : Memoir of the Pilgrimage to the Five Regions of India, Berkeley, Asian Humanities Press, coll. « UNESCO Collection of Representative Works / Religions of Asia series », 1984, 118 p. (ISBN 978-0-895-81024-3, lire en ligne)
- (de) Walter Fuchs, Huei-ch'ao's Pilgerreise durch Nordwest-Indien und Zentral-Asien um 726, Berlin, Verlag der Akademie der Wissenschaften in Kommission bei Walter de Gruyter u. Co., 1939, 46 p.
- (en) « Open Road to the World - Memoirs of a Pilgrimage to the Five Indian Kingdoms », dans Roderick Whitfield (Ed.), Korean Buddhist Culture. Accounts of a Pilgrimage, Monuments, and Eminent Monks (trad. Matty Wegehaupt), Seoul, Jogye Order of Korean Buddhism, coll. « Collected Works of Korean Buddhism, Vol. X », 2012, xxii, 627 (ISBN 978-8-994-11717-1, lire en ligne), p. 5-30 (étude sur Hyecho); 69-174 (traduction de son ouvrage)

#### Études
- (en) Donald S. Lopez Jr. et al., Hyecho's Journey : The World of Buddhism, Chicago, University of Chicago Press, 2017, xxix, 245 (ISBN 978-0-226-51790-2, lire en ligne).
- (en) Robert E. Buswell Jr., « Korean Buddhist Journeys to Lands Worldly and Otherworldly », The Journal of Asian Studies, vol. 68, no 4,‎ 2009, p. 1055-1075 (v. p. 1058-1060, avec carte du voyage) (lire en ligne)
- (en) University of Michigan, « Hyecho's Journey », Site web de l'Université du Michigan lié au livre et projet de D.S. Lopez Jr. et al., 2017. Riche documentation (Voir l'onglet "About the Project"), sur umich.edu (consulté le 14 juillet 2022)